# Oblik (Vrgada)
Oblik je nenaseljeni otočić u hrvatskom dijelu Jadranskog mora.
Njegova površina iznosi 0,074 km². Dužina obalne crte iznosi 1,02 km.

## Vanjske poveznice
|  | Zajednički poslužitelj ima još gradiva o temi Oblik (Vrgada) |